# Manomaya kosha
Manomaya kosha (denk- of mentaal omhulsel) is in de Vedantaleer binnen het hindoeïsme een van de vijf kosha's (scheden, omhulsels, lichamen), waaruit de mens bestaat. 
Het denken, denkvermogen of verstand (manas) paart zich aan de tien indriya's en ze worden samen met vijf tanmatra's (subtiele oerelementen, pancatanmatra kosha) manomaya kosha genoemd. Zo bestaat het mentaal omhulsel uit zestien tattva's (hoedanigheden). De indriya's bestaan uit vijf jnanendriya's (zinnen) en vijf karmendriya's (handelingsorganen). De zinnen komen op uit het overwegend sattvische (harmonische) gedeelte van ahamkára (het ik-beginsel), terwijl de handelingsorganen uit het rajasische (vurige) deel van ahamkara komen. De jnananendriya's zijn: het reukorgaan, smaakorgaan, gezichtsorgaan, tastorgaan en gehoororgaan. De karmendriya's zijn: het orgaan van excretie, voortplantingsorgaan, orgaan van de voortbeweging, de handen, en het spraakorgaan.  Manas drijft de indriya's aan en leidt hen. Manas wordt daarom ook indriya raja (koning van de zinnen) genoemd. Manas kan op haar beurt geleid worden door het intellect (buddhi), het vijnanamaya kosha (intellect-omhulsel). 
Er bestaan sattvisch (helder), rajasisch (vurig) en tamasisch (dof) denkvermogen.
Manomaya kosha en vijnanamaya kosha zouden samen het astrale lichaam, sukshma sarira, vormen. Van Sukshma sarira komen jnana (inzicht) en vijnana (ervaring). Met het astrale lichaam kunnen 'subtiele objecten op de hogere gebieden' worden genoten. Het bevindt zich in de brahmarandhra (sahasrara, de duizendbladige lotus of tiende poort) van de schedel, een grote holte bij de kruin.   
Manas behoort met buddhi (intellect, rede die het denken leiding geeft), ahamkara en citta (denkstof van herinnering en emotie) tot het Antahkarana chatushtaya, het viervoudige innerlijke orgaan, dat zorgt voor de uitwisseling tussen de brahmarandhra in het hoofd (waar manas en buddhi zich bevinden) en het causaal omhulsel (anandamaya kosha, brahmapuri, hiranyamaya kosha) in het hart (waar ahamkara en citta verblijven). In het hart bevindt zich ook jivatma, de individuele ziel van de mens, die van manomaya kosha en vijanamaya kosha gebruik maakt om door kennis en ervaring moksha te bereiken, de bevrijding van onwetenheid en gehechtheid aan de wereld.